# ラプンツェル あたらしい冒険
『ラプンツェル あたらしい冒険』（原題: Tangled: Before Ever After）は、ディズニー・チャンネル・オリジナル・ムービーのミュージカルアニメ映画。2010年公開のウォルト・ディズニー・アニメーション・スタジオ制作映画『塔の上のラプンツェル』のスピンオフ作品で、『ラプンツェルのウェディング』の前日譚にあたる『ラプンツェル ザ・シリーズ』の序章である。
楽曲を提供したアラン・メンケンとグレン・スレイター、ラプンツェルとユージーン役のマンディ・ムーアとザッカリー・リーヴァイ（日本語吹き替えの中川翔子と畠中洋も同様）など、『塔の上のラプンツェル』のスタッフ・キャストの多くが続投している。ディズニー・チャンネル・オリジナル・ムービーの5作目のアニメ映画であり、『フィニアスとファーブ/ザ・ムービー』以来6年ぶりである。
2017年3月10日にアメリカのディズニー・チャンネルで放送され、日本でも同年5月14日にDlife、6月10日にディズニー・チャンネルで初放送された。

## あらすじ
『塔の上のラプンツェル』の出来事から6ヶ月後、本当の両親に巡り会ったラプンツェルはコロナ王国のプリンセスの生活を始めていた。ラプンツェルとユージーンは衛兵の馬であるマキシマスとフェデラに乗って国境の壁まで走る毎日を送り、壁の外の広大な自然を眺めたラプンツェルはまだ見ぬ世界に胸を躍らせるが、衛兵に城へ連れ戻される。
お城の豪華な暮らしにすばやく慣れたユージーンに対し、ラプンツェルは父親のフレデリック国王に自由な外出や国民との交流を認められず、不満も感じていた。そんな中、ラプンツェルの戴冠式の日が近づき、戴冠式前夜の歓迎会でユージーンがラプンツェルにプロポーズするが、「ずっとこの城で暮らそう」という言葉に動揺したラプンツェルは、まだ時間が欲しいと言って会場から飛び出し、侍女で護衛役である警護隊長の娘・カサンドラとお城を抜け出す。
ラプンツェルとカサンドラはマキシマスとフェデラに乗り、国境の壁を越えて森の奥深くに入る。そこはラプンツェルの母親のアリアナ王妃を救った『魔法の花』が以前咲いていた場所だが、1年前からナイフでも砕けない棘のような形の黒い岩が突き出していた。ラプンツェルがその岩に触れるとユージーンに切られたはずの金色の長い髪が戻ってしまい、2人は突然生えてきた無数の黒い岩から逃れてお城に戻るのだった。
目前に戴冠式を控えたラプンツェルは金色の髪を何とかしようとするが、カサンドラがどんな武器を使っても髪はびくともせず、翌日には髪が伸びたことを知ったユージーンとパスカルも一緒に髪を隠す。ラプンツェルは大きなかつらを被って戴冠式に臨むが、そこへ新たな敵のレディ・ケイン一味が現れる。レディ・ケインはフレデリック国王が犯罪者を弾圧したせいでコソ泥だった父親を失い、王家に復讐しようとしていた。金色の髪を明らかにしたラプンツェルは仲間と協力してレディ・ケイン一味を捕まえるが、無断外出を知ったフレデリック国王に以降の勝手な外出や魔法に関わることの一切を禁止される。
落ち込むラプンツェルを、アリアナ王妃が「女王になることは変えられないが、どんなやり方で国を治めるかは自分で決められる」と励まして、若い頃はラプンツェルと同じように自由と冒険を夢見て世界を回ったと明かし、その頃の日記を見せて真新しい日記をプレゼントする。アリアナ王妃が帰った後、ユージーンが「ラプンツェルがどんな決断をしても支え、プロポーズを断われた理由が分かるまで待つ」と約束する。ラプンツェルはアリアナ王妃がくれた日記に刻まれた「さらなる力がある」という言葉を胸に、新しい試練に立ち向かおうと決意するのだった。
しばらくして、かつて魔法の花が抜き取られ、今は黒い岩が突き出すばかりの場所を何者かが訪れ、物語はラプンツェル ザ・シリーズに続く。

## 声の出演
※括弧内は日本語吹き替え
- ラプンツェル - マンディ・ムーア（中川翔子）
- ユージーン - ザッカリー・リーヴァイ（畠中洋）
- カサンドラ - エデン・エスピノーザ（園崎未恵）
- フレデリック王 - クランシー・ブラウン（佐山陽規）
- アリアナ王妃 - ジュリー・ボーウェン（斎藤恵理）
- 警護隊長 - M・C・ゲイニー（藤沼建人）
- レディ・ケイン - ローラ・ベナンティ（壹岐紹未）

## 地上波での放送
地上波では、テレビ東京系列の『ディズニー・サンデー』にて『ラプンツェル ザ・シリーズ』の第1話 - 第3話として、2020年4月5日、4月12日、4月19日の全3回に分けて放送された。シーズン1の「髪のひみつ」が従来での第1話が第4話として放送されるため、話数が少しずれることとなる。